# 圣三一修道院围城战
圣三一修道院围城战（ 俄語：Троицкая осада, Троицкое сидение ）是偽德米特里二世在波蘭立陶宛聯邦的支持下進攻位於莫斯科以北的聖三一修道院（現今谢尔盖圣三一修道院）的一場戰役。 1608年9月23日至1610年1月12日期間，偽德米特里二世圍攻聖三一修道院，但最終並未攻下。